# نظام اروپایی بانک‌های مرکزی
نظام اروپایی بانک‌های مرکزی (به انگلیسی: European System of Central Banks) (به اختصار ESCB) از بانک مرکزی اروپا و بانک‌های مرکزی ملی ۲۷ عضو کشورهای اتحادیه اروپا تشکیل شده است.
ای‌اس‌سی‌بی مرجع پولی منطقه یورو نیست، زیرا همه کشورهای عضو اتحادیه اروپا به یورو نپیوسته‌اند. این نقش توسط نظام یورو انجام می‌شود که شامل بانک‌های مرکزی ملی ۱۹ کشور عضو که یورو را پذیرفته‌اند می‌باشد. هدف ای‌اس‌سی‌بی ثبات قیمت‌ها در سراسر اتحادیه اروپا و بهبود همکاری پولی و مالی بین نظام یورو و کشورهای عضو خارج از منطقه یورو است.

## سازمان
فرایند تصمیم‌گیری در نظام یورو از طریق ارگان‌های تصمیم‌گیری بانک مرکزی اروپا یعنی شورای مدیریت و هیئت اجرایی متمرکز است. تا زمانی که کشورهای عضو اتحادیه اروپا که یورو را به تصویب نرسانده‌اند یک نهاد تصمیم‌گیری تحت عنوان شورای عمومی نیز وجود دارد. بانک‌های مرکزی ملی کشورهای عضو که در منطقه یورو شرکت نمی‌کنند عضو ای‌اس‌سی‌بی با وضعیت ویژه هستند در حالی که به آن‌ها اجازه داده می‌شود سیاست‌های پولی ملی مربوط خود را با توجه به سیاست پولی واحد برای منطقه یورو انجام دهند.

شورای مدیریت شامل کلیه اعضای هیئت اجرایی و رییس‌های بانکهای مرکزی ملی کشورهای عضو است، یعنی کشورهایی که یورو را پذیرفته‌اند. وظایف اصلی شورای مدیریت عبارتند از:
- دستورالعمل‌ها را اتخاذ کرده و تصمیمات لازم را برای اطمینان از عملکرد وظایف واگذار شده به نظام یورو اتخاذ کند
- تدوین سیاست پولی منطقه یورو از جمله در موارد مناسب تصمیمات مربوط به اهداف پولی واسطه، نرخ بهره و عرضه ذخایر در نظام یورو
- دستورالعمل‌های لازم را برای اجرای آن‌ها تعیین کنید

هیئت اجرایی از رئیس، معاون و چهار عضو دیگر تشکیل شده که همگی از بین افراد دارای سابقه حرفه‌ای شناخته شده در امور پولی یا بانکی انتخاب شده‌اند. آن‌ها به پیشنهاد شورای اتحادیه اروپا پس از رایزنی با پارلمان اروپا و شورای مدیریت بانک مرکزی اروپا با توافق مشترک دولت‌های کشورهای عضو در سطح روسای دولت منصوب می‌شوند. مسئولیت‌های اصلی هیئت اجرایی عبارتند از:
- اجرای سیاست‌های پولی مطابق دستورالعمل‌ها و تصمیماتی که در شورای مدیریت بانک مرکزی اروپا تعیین شده است و در این راستا، دستورالعمل‌های لازم را به بانک‌های مرکزی ملی ارائه می‌دهد.
- اختیاراتی را که توسط شورای مدیریت بانک مرکزی اروپا به آن واگذار شده است را اجرا می‌کند
- مشاوره دادن به بانک مرکزی اروپا
- جمع آوری اطلاعات آماری
- تهیه گزارش‌های سالانه بانک مرکزی اروپا
- تنظیم قوانین لازم برای استانداردسازی حسابداری و گزارش عملکردهایی که توسط بانک‌های مرکزی ملی انجام می‌شود
- اتخاذ تدابیر مربوط به تعیین محل سرمایه بانک مرکزی اروپا به غیر از مواردی که قبلاً در پیمان تعیین شده است
- وضع شرایط اشتغال اعضای کارکنان بانک مرکزی اروپا
- مقدمات لازم برای اصلاح غیرقابل برگشت نرخ ارز ارزهای کشورهای عضو با انحصار یورو

اساسنامه نظام اروپایی بانک‌های مرکزی اقدامات زیر را برای اطمینان از امنیت تصدی دوره ریاست در شورای مدیریت بانک مرکزی اروپا و اعضای هیئت اجرایی مقرر می‌کند:
- حداقل مدت پنج ساله تمدید برای روسای بانک ملی
- حداقل مدت هشت ساله تمدید غیرقابل تجدید برای اعضای هیئت اجرایی
- عزل از مقام فقط در صورت عدم توانایی یا سوء رفتار امکان پذیر است. از این نظر دیوان دادگستری اتحادیه اروپا برای حل اختلافات صالح است

## بانک‌های عضو

### داخل منطقه یورو
- اتحادیه اروپا: بانک مرکزی اروپا
- اتریش: بانک مرکزی اتریش
- بلژیک: بانک مرکزی بلژیک
- قبرس: بانک مرکزی قبرس
- استونی: بانک استونی
- فنلاند: بانک مرکزی فنلاند
- فرانسه: بانک فرانسه
- آلمان: بانک فدرال آلمان
- یونان: بانک مرکزی یونان
- جمهوری ایرلند: بانک مرکزی ایرلند
- ایتالیا: بانک مرکزی ایتالیا
- لتونی: بانک مرکزی لتونی
- لیتوانی: بانک مرکزی لیتوانی
- لوکزامبورگ: بانک مرکزی لوکزامبورگ
- مالت: بانک مرکزی مالت
- پرتغال: بانک مرکزی پرتغال
- هلند: بانک مرکزی هلند
- اسپانیا: بانک اسپانیا
- اسلوونی: بانک مرکزی اسلوونی
- اسلواکی: بانک مرکزی اسلوواکی

### خارج منطقه یورو
- بلغارستان: بانک مرکزی بلغارستان
- کرواسی: بانک مرکزی کرواسی
- جمهوری چک: بانک مرکزی چک
- دانمارک: بانک مرکزی دانمارک
- مجارستان: بانک مرکزی مجارستان
- لهستان: بانک مرکزی لهستان
- رومانی: بانک ملی رومانی
- سوئد: بانک مرکزی سوئد